# Friedrich Ludwig Ulrich Schröder
Friedrich Ludwig Ulrich Schrøder (2. november 1744 – 3. september 1816) var en tysk skuespiller, teaterdirektør og dramatiker.
Han blev optaget i Hamburg-logen "Emanuel zur Mainblume" d. 8. november 1774 og blev "Ordførende Mester" for sin loge d. 24. august 1787. I 1814 vælges han som Stormester for Storlogen af Hamburg.
Han skabte i løbet af 1790'erne et nyt frimurerisk ritual, det schröderske ritual, som den 29. juni 1801 indførtes i alle loger under Storlogen af Hamburg, samt i mange andre loger.
I Danmark arbejder Johanneslogeforbundet af Gamle, Frie og Antagne Murere efter det Schröderske ritual.